# Коламбус (Индијана)
Коламбус (енгл. Columbus) град је у америчкој савезној држави Индијана.

## Демографија
По попису из 2010. године број становника је 44.061, што је 5.002 (12,8%) становника више него 2000. године.
| Група             | 2000.          | 2010.          |
| Белци             | 35.161 (90,0%) | 37.018 (84,0%) |
| Афроамериканци    | 1.057 (2,7%)   | 1.178 (2,7%)   |
| Азијати           | 1.260 (3,2%)   | 2.467 (5,6%)   |
| Хиспаноамериканци | 1.096 (2,8%)   | 2.575 (5,8%)   |
| Укупно            | 39.059         | 44.061         |